# Бекард сосновий
Бекард сосновий (Pachyramphus major) — вид горобцеподібних птахів родини бекардових (Tityridae).

## Поширення
Вид поширений в Центральній Америці: в Белізі, Сальвадорі, Гватемалі, Гондурасі, Мексиці та Нікарагуа. Його природні місця проживання - субтропічні або тропічні сухі ліси , субтропічні або тропічні вологі низинні ліси та субтропічні або тропічні вологі гірські ліси.

## Спосіб життя
Живиться комахами і павуками, інколи поїдає дрібні ягоди. Сферичне закрите гніздо з нижнім входом підвішене до гілки дерева на висоті 2,5-15 метрів над землею. У кладці 3-4 яйця. Інкубація триває 18-20 днів. Насиджує лише самиця, але самець допомагає годувати молодняк.

## Підвиди
Таксон містить 5 підвидів:
- Pachyramphus major uropygialis Nelson, 1899 – західна Мексика.
- Pachyramphus major major (Cabanis, 1847) – східна Мексика.
- Pachyramphus major itzensis Nelson, 1901 – південний схід Мексики, у Белізі та на півночі Гватемали.
- Pachyramphus major matudai A.R. Phillips, 1966 – південь Мексики та південь Гватемали.
- Pachyramphus major australis W. Miller & Griscom, 1925 – нагір'я Сальвадору, Гондурасу та північної Нікарагуа.